# Tjeti (Vorsteher der Torwache)
Tjetiaa war lokaler Beamter im Alten Ägypten in der Ersten Zwischenzeit. Er ist vor allem von seinem Grab (I49*) in El Hawawisch, der Nekropole von Achmim, bekannt.
Tjeti war ein lokaler Beamter im Menu-Gau und trug die Titel Vorsteher der Torwache (Jmj-r3-rwjjt = Imi-ra-ruiit), einzig(artig)er Freund (Smḥr-w ˁ.tj = Semher-wati) und Siegler des Königs (Ḫtm.tj-bjtj = Chetemti-biti). Sein Grab besteht aus einer dekorierten Grabkapelle und unterirdischen, undekorierten Grabkammern. Die Wände der Grabkapelle sind verputzt und dann bemalt worden. Doch sind die Malereien nur schlecht erhalten. Reste von Malereien befinden sich vor allem noch auf der Ost- und auf der Nordwand. Auf der Ostwand sieht man noch die Reste einer Darstellung, die Tjeti vor einem Opfertisch zeigt. Auf der Nordwand ist Tjeti mit seiner Gemahlin Heni (die Figur ist fast vollkommen vergangen) vor Familienmitgliedern und Opfergaben herbeibringenden Dienern abgebildet. Über der Figur des Tjeti sind sein Name und seine Titel erhalten.